# ニコチアナミン
ニコチアナミン (nicotianamine) は、ムギネ酸生合成における中間体の一つ。化学式はC12H21N3O6。金属キレート分子であり、高等植物に普遍的に存在する。
ニコチアナミンシンターゼ (EC 2.5.1.43) によって3分子のS-アデノシル-L-メチオニン (SAM) から合成され、ニコチアナミンアミノトランスフェラーゼ (EC 2.6.1.80) によって3''-デアミノ-3''-オキソニコチアナミンに変換される。
アンジオテンシン変換酵素の阻害剤であり、抗高血圧作用を示す。